# VII Правительство Азербайджана
VII Правительство Азербайджана — Кабинет Министров Азербайджана, сформированный после президентских выборов, состоявшихся в Азербайджане в 2013 году. Указом Ильхам Алиева, одержавшего в 2013 году победу на президентских выборах в третий раз, члены Кабинета Министров были отправлены в отставку и на основании подписанных Указов сформирован новый Кабинет Министров.

## Кабинет Министров

### Премьер-министр и его заместители
| Должность                                        | Ф.И.О.                   | Начало полномочий | Конец полномочий | Партия | Партия            |
| ------------------------------------------------ | ------------------------ | ----------------- | ---------------- | ------ | ----------------- |
| Премьер-министр и его заместители                |                          |                   |                  |        |                   |
| Премьер-министр                                  | Расизаде Артур Таир оглы | 22 октября 2013   | 21 апреля 2018   |        | Новый Азербайджан |
| Первый заместитель премьер-министра Азербайджана | Эюбов Ягуб Абдулла оглы  | 22 октября 2013   | 21 апреля 2018   |        | Новый Азербайджан |
| Заместитель премьер-министра                     | Ахмедов Али Джавад оглы  | 22 октября 2013   | 21 апреля 2018   |        | Новый Азербайджан |
| Заместитель премьер-министра                     | Гасанов Али Шамиль оглы  | 22 октября 2013   | 21 апреля 2018   |        | Новый Азербайджан |

### Министры
| Должность                                   | Ф.И.О.                          | Начало полномочий | Конец полномочий | Партия | Партия            |
| ------------------------------------------- | ------------------------------- | ----------------- | ---------------- | ------ | ----------------- |
| Министры Азербайджана                       |                                 |                   |                  |        |                   |
| Министр внутренних дел                      | Усубов Рамиль Идрис оглы        | 22 октября 2013   | 21 апреля 2018   |        | Беспартийный      |
| Министр экологии и природных ресурсов       | Багиров Гусейнгулу Сеид оглы    | 22 октября 2013   | 23 апреля 2018   |        | Новый Азербайджан |
| Министр энергетики                          | Алиев Натиг Агаами оглу         | 22 октября 2013   | 9 июня 2017      |        | Беспартийный      |
| Министр энергетики                          | Шахбазов Парвиз Октай оглы      | 12 октября 2017   | 21 апреля 2018   |        | Беспартийный      |
| Министр юстиции                             | Мамедов Фикрет Фаррух оглы      | 22 октября 2013   | 21 апреля 2018   |        | Новый Азербайджан |
| Министр труда и социальной защиты населения | Муслимов Салим Январь оглы      | 22 октября 2013   | 21 апреля 2018   |        | Новый Азербайджан |
| Министр по чрезвычайным ситуациям           | Гейдаров Кямаледдин Фаттах оглы | 22 октября 2013   | 21 апреля 2018   |        | Беспартийный      |
| Министр молодежи и спорта                   | Рагимов Азад Ариф оглы          | 22 октября 2013   | 23 апреля 2018   |        | Беспартийный      |
| Министр экономики                           | Мустафаев Шахин Абдулла оглы    | 22 октября 2013   | 21 апреля 2018   |        | Новый Азербайджан |
| Министр сельского хозяйства                 | Асадов Гейдар Ханыш оглы        | 22 октября 2013   | 21 апреля 2018   |        | Новый Азербайджан |
| Министр финансов                            | Шарифов Самир Рауф оглы         | 22 октября 2013   | 21 апреля 2018   |        | Беспартийный      |
| Министр культуры и туризма                  | Гараев Абульфас Мурсал оглы     | 22 октября 2013   | 23 апреля 2018   |        | Беспартийный      |
| Министр Национальной безопасности           | Махмудов Эльдар Ахмед оглы      | 22 октября 2013   | 17 октября 2015  |        | Беспартийный      |
| Министр Национальной безопасности           | Гулиев Мадат Газанфар оглы      | 20 октября 2015   | 14 декабря 2015  |        | Беспартийный      |
| Министр обороны                             | Гасанов Закир Аскер оглы        | 22 октября 2013   | 21 апреля 2018   |        | Беспартийный      |
| Министр оборонной промышленности            | Джамалов Явер Талыб оглы        | 22 октября 2013   | 23 апреля 2018   |        | Беспартийный      |
| Министр транспорта                          | Мамедов Зия Арзуман оглы        | 22 октября 2013   | 13 февраля 2017  |        | Беспартийный      |
| Министр здравоохранения                     | Ширалиев Октай Кязым оглы       | 22 октября 2013   | 23 апреля 2018   |        | Новый Азербайджан |
| Министр образования                         | Джаббаров Микаил Чингиз оглы    | 22 октября 2013   | 5 декабря 2017   |        | Беспартийный      |
| Министр образования                         | Байрамов Джейхун Азиз оглы      | 5 декабря 2017    | 23 апреля 2018   |        | Беспартийный      |
| Министр налогов                             | Мамедов Фазиль Асад оглы        | 22 октября 2013   | 5 декабря 2017   |        | Беспартийный      |
| Министр налогов                             | Джаббаров Микаил Чингиз оглы    | 5 декабря 2017    | 21 апреля 2018   |        | Беспартийный      |
| Министр иностранных дел                     | Мамедъяров Эльмар Магеррам оглы | 23 апреля 2018    | 16 июля 2020     |        | Беспартийный      |
| Министр науки и образования                 | Амруллаев Эмин Эльдар оглу      | 27 июля 2020      | 14 февраля 2024  |        | Беспартийный      |
| Министр налогов                             | Джаббаров Микаил Чингиз оглы    | 21 апреля 2018    | 21 октября 2019  |        | Беспартийный      |
| Министр иностранных дел                     | Мамедъяров Эльмар Магеррам оглы | 22 октября 2013   | 21 апреля 2018   |        | Беспартийный      |